# Acoustic Alchemy
Acoustic Alchemy è un gruppo musicale britannico contemporaneo di musica strumentale smooth jazz con spiccate connotazioni fusion, che portano la band a spaziare con fluidità ritmica ed eleganza stilistica dal funk al reggae al jazz. Il gruppo è stato formato nel 1981 dai chitarristi acustici Nick Webb e Simon James. Attualmente i leader del gruppo sono i chitarristi Greg Carmichael e Miles Gilderdale.

## Discografia

### Singoli
Nel 1991 la GRP Records ha pubblicato il Volume 2 della loro GRP Christmas Collection.
Acoustic Alchemy ha suonato "The Early of Salisbury's Pavane" (traccia numero 7, durata 3':03).

### DVD
Acoustic Alchemy ha prodotto due DVD:
- Sounds of St. Lucia: Live (2003)
- Best Kept Secret (2006)

### Album
| Anno | Titolo                            | Musicisti               | Musicisti         | Musicisti                      | Musicisti                      | Musicisti                          | Musicisti                 | Musicisti       | Musicisti |
| Anno | Titolo                            | Chitarra folk           | Chitarra classica | Chitarra elettrica             | Basso elettrico                | Tastiere                           | Batteria                  | Percussioni     | Altri strumenti                                                                                              |
| ---- | --------------------------------- | ----------------------- | ----------------- | ------------------------------ | ------------------------------ | ---------------------------------- | ------------------------- | --------------- | --- |
| 1987 | Red Dust and Spanish Lace         | Nick Webb, John Parsons | Greg Carmichael   | Nessuno                        | Werner Kopal                   | Rainer Brüninghaus                 | Bert Smaak                | Mario Argandoña | Nessuno |
| 1988 | Natural Elements                  | Nick Webb, John Parsons | Greg Carmichael   | Nessuno                        | Konrad Mathieu                 | Rainer Brüninghaus                 | Bert Smaak                | Mario Argandoña | Nessuno |
| 1989 | Blue Chip                         | Nick Webb               | Greg Carmichael   | John Parsons                   | Klaus Sperber                  | Rainer Brüninghaus                 | Bert Smaak                | Mario Argandoña | Karl-Heinz Wiberny (Sassofono)                                                                               |
| 1990 | Reference Point                   | Nick Webb               | Greg Carmichael   | Nessuno                        | Patrick Bettison, Abe White    | Terry Disley                       | Dan Tomlinson             | Mario Argandoña | Randy Brecker (Tromba, Flicorno soprano), Little Terry Dee (Armonica)                                        |
| 1991 | Back on the Case                  | Nick Webb               | Greg Carmichael   | Nessuno                        | Klaus Sperber                  | Terry Disley                       | Bert Smaak                | Mario Argandoña | Ludwig Gotz (Trombone)                                                                                       |
| 1992 | Early Alchemy                     | Nick Webb               | Simon James       | Nessuno                        | Jeff Clyne, Ron Mathewson      | Nessuno                            | Nessuno                   | Mario Argandoña | The Violettes (Quartetto d'archi)                                                                            |
| 1993 | The New Edge                      | Nick Webb               | Greg Carmichael   | Nessuno                        | Dave Pomeroy, Patrick Bettison | Rainer Brüninghaus, Terry Disley   | Dan Tomlinson             | Mario Argandoña | Derrick James (Sassofono)                                                                                    |
| 1994 | Against the Grain                 | Nick Webb               | Greg Carmichael   | John Parsons                   | Paul Harriman                  | Mike Herting, Terry Disley         | Bert Smaak                | Mario Argandoña | Nessuno |
| 1996 | Arcanum                           | Nick Webb               | Greg Carmichael   | John Parsons                   | Dennis Murphy                  | Nessuno                            | John Sheppard             | Mario Argandoña | Nessuno |
| 1998 | Positive Thinking...              | John Parsons            | Greg Carmichael   | Miles Gilderdale               | Dennis Murphy                  | Rainer Bruninghaus                 | John Sheppard             | Mario Argandoña | Nessuno |
| 2000 | The Beautiful Game                | Miles Gilderdale        | Greg Carmichael   | Miles Gilderdale, John Parsons | Frank Felix                    | Anthony "Fred" White               | Geoff Dunn                | Scooter de Long | Terry Disley (Pianoforte)                                                                                    |
| 2001 | AArt                              | Miles Gilderdale        | Greg Carmichael   | Miles Gilderdale               | Frank Felix                    | Anthony "Fred" White               | Pete Lewinson             | Richard Bull    | Terry Disley (Pianoforte), Fayyaz Virji (Trombone), Snake Davis e Jeff Kashiwa (Sassofono)                   |
| 2002 | The Very Best of Acoustic Alchemy | Artisti Vari            | Artisti Vari      | Artisti Vari                   | Artisti Vari                   | Artisti Vari                       | Artisti Vari              | Artisti Vari    | Artisti Vari                                                                                                 |
| 2003 | Sounds of St. Lucia: Live         | Miles Gilderdale        | Greg Carmichael   | Nessuno                        | Frank Felix                    | Anthony "Fred" White               | Richard Brook             | Nessuno         | Nessuno |
| 2003 | Radio Contact                     | Miles Gilderdale        | Greg Carmichael   | Miles Gilderdale               | Frank Felix                    | Anthony "Fred" White, Jamie Norton | Greg Grainger             | Mario Argandoña | Neil Cowley (Pianoforte), Jo Harrop (Voce), Eddie M (Sassofono)                                              |
| 2005 | American/English                  | Miles Gilderdale        | Greg Carmichael   | Miles Gilderdale               | Frank Felix                    | Anthony "Fred" White, Jamie Norton | Greg Grainger, Bert Smaak | Nessuno         | Eddie M (Sassofono)                                                                                          |
| 2007 | This Way                          | Miles Gilderdale        | Greg Carmichael   | Miles Gilderdale               | Julian Crampton                | Anthony "Fred" White               | Greg Grainger, Bert Smaak | Nessuno         | Neil Cowley (Pianoforte), Terry Disley (Pianoforte), Rick Braun (Flicorno soprano), Jeff Kashiwa (Sassofono) |
| 2011 | Roseland                          | Miles Gilderdale        | Greg Carmichael   | Miles Gilderdale               | Julian Crampton                | Anthony "Fred" White               | Greg Grainger             |                 | |